# Aspila lupata
Aspila lupata är en fjärilsart som beskrevs av Augustus Radcliffe Grote 1875. Aspila lupata ingår i släktet Aspila och familjen nattflyn. Inga underarter finns listade i Catalogue of Life.